# Shabica-Gletscher
Der Shabica-Gletscher ist ein Gletscher an der Wilkins-Küste des Palmerlands auf der Antarktischen Halbinsel. Er mündet von Norden in die Mündung des Clifford-Gletschers in das Smith Inlet, die er östlich des Mount Tenniel erreicht.
Der United States Geological Survey kartierte ihn 1974. Das Advisory Committee on Antarctic Names benannte ihn 1976 nach Stephen Vale Shabica (* 1945), Biologe des United States Antarctic Research Program und wissenschaftlicher Leiter der Palmer-Station im Jahr 1970.